# NGC 5692
NGC 5692 је спирална галаксија у сазвежђу Девица која се налази на NGC листи објеката дубоког неба.
Деклинација објекта је + 3° 24' 36" а ректасцензија 14h 38m 18,0s. Привидна величина (магнитуда) објекта NGC 5692 износи 12,7 а фотографска магнитуда 13,6. Налази се на удаљености од 29,7000 милиона парсека од Сунца. NGC 5692 је још познат и под ознакама UGC 9427, MCG 1-37-39, CGCG 47-123, ARAK 454, IRAS 14357+0337, PGC 52317.